# Familles Gaudart
Pour les articles homonymes, voir Gaudart.
Gaudart est le patronyme de plusieurs familles françaises, dont certaines ont un principe de noblesse.

## Famille de Gaudart d'Allaines (Beauce, Orléanais)
Cette famille de la noblesse française subsistante parait originaire des confins du Haut-Gâtinais et de la Bourgogne. Elle appartient à l'ancienne noblesse de l'Orléanais et fut maintenue noble en 1667. Elle  a pour auteur Guillaume Gaudart, écuyer, seigneur de Cambrai, du Bois-de-Villiers, de Montereau, etc., en Beauce, allié à Isabeau de Labouyère et père de Jean, écuyer, seigneur de Montereau, qui épousa en 1494 Anne de Champgirault et en eut : Claude, écuyer, seigneur de Challemelle, Montereau et Romainville, marié en 1534 à Hélène de La Beschière, et Antoine, écuyer, seigneur de Bois-Villiers, allié en 1540 à Marie de Villereau,.
Cette famille compte parmi ses membres des officiers dont quatre chevaliers de Saint-Louis, un gentilhomme de la maison du roi en 1653, etc.
Alliances : de Villereau, de Vaucouleurs, Gentil de La Breuille (1723), d'Orléans de Rère (1755), du Buc de Lauroy (1791), d'Alès de Corbet (1848), Costé de Bagneaux (1855), Dailly de Montaran, Castanier (1887), Milon de La Villette (1888), de Vélard (1896), de Beaucorps (1922), etc.
Armes : De gueules au lion d'or, couronné, armé et lampassé du mesme, accompagné de 5 fleurs de lys d’or posées 2, 2 et 1 

## Famille Gaudart de La Verdine et de Verteuil (Bourges)
Famille originaire de Bourges, anoblie par charge en 1689,, qui remonte sa filiation à Étienne Gaudart, marchand, échevin de Bourges, qui acquit en 1678 la seigneurie des Verdines, et fut pourvu en  1689 de l'office anoblissant de trésorier de France. Il eut pour successeur dans cet office en 1705 son fils, Pierre Gaudart de La Verdine, avocat, marié à Orléans en 1700 à Anne Goullu. À cette famille appartient Alphonse Gaudar de La Verdine (1780-1804), artiste peintre, grand prix de Rome.
Armes : D’azur à un chevron d‘or, accompagné en chef de 2 étoiles du mesme, et en pointe d‘un cygne d’argent becqué et membré de sable 

## Famille Gaudart de Petit-Marais (Paris)

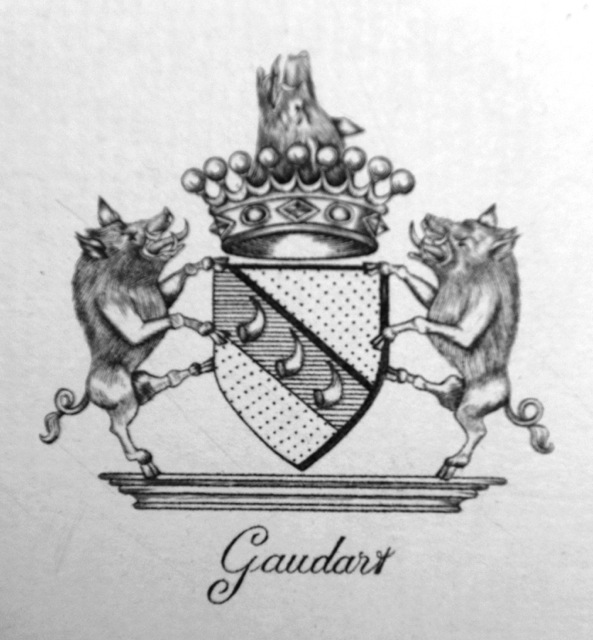
Armoiries de la famille Gaudart de Petit-Marais (Paris)

La famille Gaudart de Petit-Marais est connue depuis la première moitié du XVIe siècle dans la bourgeoisie robine de Paris. Cette famille parisienne parlementaire s'agrégea à la noblesse à partir de 1580, et eut l'une de ses branches maintenue noble au XVIIe siècle. Au sujet de cette famille, Gustave Chaix d'Est-Ange donne l'information suivante : « Une famille Gaudart a appartenu à la noblesse de robe parisienne. Elle portait pour armes : d'or à une bande d'azur chargée de trois défenses de sanglier d'argent. Elle avait pour auteur François Gaudart, fils et petit-fils de procureurs en la Chambre des comptes de Paris, qui fut reçu en 1596 conseiller au Parlement de cette ville et qui fut anobli par sa charge. » .
À cette famille, aujourd'hui éteinte, appartiennent :
- François Gaudart (†1610), conseiller au parlement de Paris en 1596.
- Jean Gaudart (1597-1686), seigneur de Petit-Marais, 4e fils du précédent, conseiller au parlement de Paris en 1627, mort doyen du Parlement de Paris[4].
- Jacques Gaudart (1588-1634), frère du précédent, seigneur de Petit-Marais, conseiller au parlement de Paris en 1612, maître des requêtes en 1618 (résigna en 1623). Il reçut en 1634 des lettres d'honneur de conseiller d'État[5].
- Jean-Jacques Gaudart (1627-1717), seigneur de Petit-Marais, fils du précédent, président de la grand-chambre au Parlement de Paris.

Armes : D’or à la bande d’azur, chargée de 3 défenses de sanglier d’argent 

## Famille Gaudart et Gaudart de Soulages (Nivernais, Paris, Inde Française)
Famille d’ancienne bourgeoisie parisienne, qui a pour auteur Jean Gaudart, né à Bourges vers 1585. Pierre Gaudart (né vers 1630, décédé avant 1699), maître drapier, fut le père de Claude Gaudart (1671-1741), maître maçon et entrepreneur de bâtiments, bourgeois de Paris, qui sera le père de Louis-François Gaudart, aussi maître maçon et entrepreneur de bâtiments, père de François-Pierre Gaudart (1732-1809), agent de la Compagnie des Indes en 1765 qui s'installe en Inde française. Sa postérité demeurera en Inde jusqu’à  Maurice Gaudart (1915-1970), membre de l’Assemblée consultative auprès du gouverneur de l’Inde française de 1949 à 1955. Son fils, Michel Gaudart (né en 1948 à Pondichéry, mort en 2025), avocat, écrivain et généalogiste , est adopté en 1978 par Louis de Soulages et porte depuis le nom Gaudart de Soulages,.
A cette famille appartiennent également les personnalités suivantes :
- François Gaudart (1844-1923), avocat, maire de Karikal en 1880, fondateur des usines métallurgiques Gaudart et Sainte-Elisabeth, conseiller privé du Gouvernement français pour l'Inde française (1907-1923). Il est le grand-père de Maurice Gaudart, précédemment cité.
- Edmond Gaudart (1859-1942), gouverneur colonial et historien français, frère cadet du précédent.
- Louis Gaudart (1885-1913), son fils, pionnier de l'aviation, mort pendant un meeting aérien, au large de Monaco.
- Franck Gaudart (1902-1947), administrateur des colonies, autre fils d'Edmond, tué au service de la France pendant la Guerre d'Indochine.

## Sources et bibliographie
- Gustave Chaix d'Est-Ange, Dictionnaire des familles françaises anciennes ou notables à la fin du XIXe siècle, tome XX, 1929, pages 226-227.
- Bertrand Ogerau-Solacroup, Étienne de Séréville, Sire de Grâce...une particule, tome G, Éditions Cercle des Pyramides, 2010, page 37.
- Prevost M., Roman d'Amat et H. Tribout de Morembert, Dictionnaire de biographie française, notice « Edmond Gaudart » par J. Valynseele, Librairie Letouzey et Anè. Fascicule LXXXVII Garnier-Gaultier, Paris, 1980.
- AD Cher/Bourges, Fonds Girard de Villesaison - Godard 2F251.